# سیارک ۴۷۳۷
سیارک ۴۷۳۷ (به انگلیسی: 4737 Kiladze، نامگذاری:1985QO6) چهار هزار و هفتصد و سی و هفتمین سیارک کشف شده‌است که در ۲۴ اوت ۱۹۸۵ کشف شد.
قدر مطلق سیارک برابر ۱۲٫۸۰ است.